# Kanton Charolles
Kanton Charolles (francouzsky Canton de Charolles) je francouzský kanton v departementu Saône-et-Loire v regionu Burgundsko. Tvoří ho 13 obcí.

## Obce kantonu
- Baron
- Champlecy
- Changy
- Charolles
- Fontenay
- Lugny-lès-Charolles
- Marcilly-la-Gueurce
- Ozolles
- Prizy
- Saint-Julien-de-Civry
- Vaudebarrier
- Vendenesse-lès-Charolles
- Viry